# Христо Джингов
Христо Петров Джингов (Зжингов) е български революционер, деец на Вътрешната македоно-одринска революционна организация.

## Биография
Христо Джингов е роден в 1885 година в Копривщица. Взема участие в националноосвободителните борби на българите в Македония и влиза във ВМОРО. През юни 1907 година е в четата на Иван Наумов – Алябака. През 1908 година е секретар в четата на Пано Арнаудов.
През Балканската война е доброволец в Македоно-одринското опълчение, последователно в четата на Кръстю Гермов, Крум Зографов и 1 рота на 13 Кукушка дружина, ранен на 9 октомври 1912 година, награден е с орден „За храброст“, IV степен.
Бащата на Христо, Петър Г. Джингов е участник в Априлското въстание, след разгрома на което е заточен в крепост на остров Кипър. Освободен е на 23 май 1878 г. във връзка с амнистия, дадена съобразно решенията на Санстефанския мирен договор.